# Montreuil-en-Auge
Montreuil-en-Auge è un comune francese di 48 abitanti situato nel dipartimento del Calvados nella regione della Normandia.

## Società

### Evoluzione demografica
Abitanti censiti